# Сельское поселение «Урлукское»
Се́льское поселе́ние «Урлукское» — муниципальное образование в Красночикойском районе Забайкальского края Российской Федерации.
Административный центр — село Урлук.

## История
Статус и границы сельского поселения установлены Законом Читинской области от 19 мая 2004 года «Об установлении границ, наименований вновь образованных муниципальных образований и наделении их статусом сельского, городского поселения в Читинской области».

## Население
| 2010  | 2011  | 2012  | 2013  | 2014  | 2015  | 2016  |
| ----- | ----- | ----- | ----- | ----- | ----- | ----- |
| 1557  | ↘1556 | ↘1518 | ↘1486 | ↘1465 | ↘1434 | ↘1396 |
| 2017  | 2018  | 2019  | 2020  | 2021  |       |       |
| ↘1349 | ↘1311 | ↘1272 | ↘1244 | ↘1107 |       |       |

## Состав сельского поселения
| № | Населённый пункт | Тип населённого пункта       | Население |
| - | ---------------- | ---------------------------- | --------- |
| 1 | Урлук            | село, административный центр | ↘1090     |
| 2 | Усть-Урлук       | село                         | ↘126      |